# Jalpa de Dolores
Jalpa de Dolores är en ort i Mexiko, tillhörande kommunen Ixtlahuaca i den västra delen av delstaten Mexiko. Orten hade 590 invånare vid folkräkningen 2010.